# 톈진시 야오화 중학교

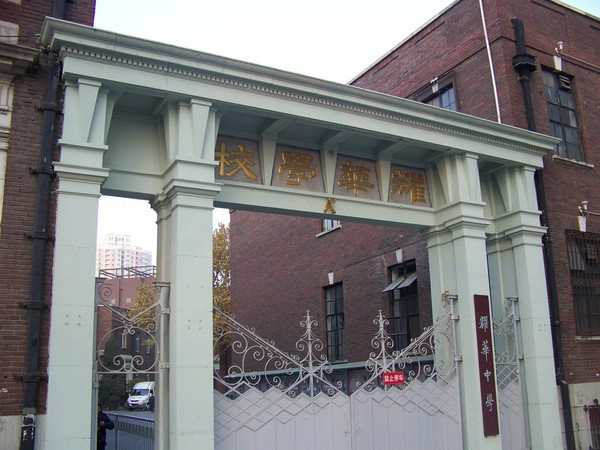
톈진시 야오화 중학교 옛 교정의 정문

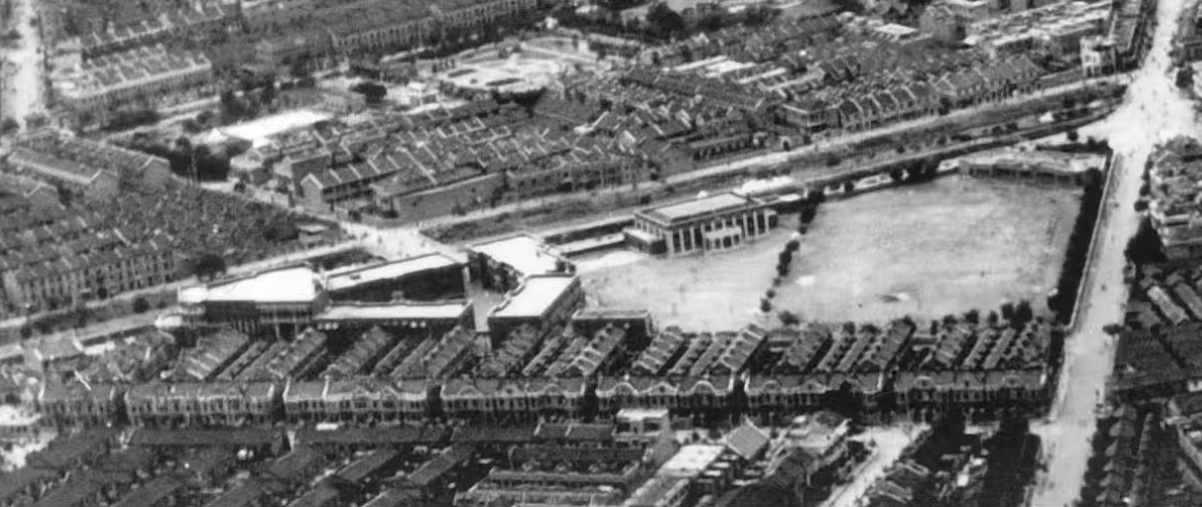
1945년 10월 1일에 촬영된 야오화 학교 항공 사진

톈진시 야오화 중학교（이전 명칭: 톈진공학, 야오화 학교, 톈진시 제16중학교）는 중화인민공화국 톈진시 허핑 구 난징로 106번지에 위치한 유서 깊은 중점 중등학교 중 하나이다.
톈진시 야오화 중학교는 1920년대 톈진 영국 조계에서 중국인 납세자들의 참정권 확대 움직임 속에서 설립되었다. 1927년, 기업가이자 톈진 영국 조계 공무국의 중국인 이사였던 장러펑 등이 영국 조계의 거든 로드 37번지에서 창립하였으며, 당시 이름은 '톈진공학'이었다.
이 학교는 중국인 납세자의 기부금과 톈진 영국 조계 공무국의 재정적 지원을 받아 설립된 사립 엘리트 학교로, 주로 영국 조계 내 중국인 납세자의 자녀를 대상으로 하였다.
1933년, 학교 이름은 ‘야오화 학교’로 변경되었으며, 이는 "중화민족을 빛낸다"는 의미를 지닌다. 1937년 중일 전쟁 발발 후, 일본군의 공습으로 수업을 지속할 수 없게 된 톈진시 난카이 중학교의 교직원과 학생들을 수용하기 위해 ‘특별반(特班)’을 개설하였다.
1952년, 학교는 톈진시 정부에 의해 접수되어 사립에서 공립학교로 전환되었으며, 명칭도 ‘톈진시 제16중학교’로 바뀌었다. 이후 1988년 12월, 다시 ‘톈진시 야오화 중학교’라는 이름으로 복귀하였다.
2025년 기준으로, 톈진시 야오화 중학교는 톈진시 교육위원회 직속 중점 중학교이자 톈진시 시범 고등학교이며, 톈진시 야오화 중학교 교육 그룹의 주관 학교이다.
톈진시 야오화 중학교 캠퍼스 내의 야오화 학교 강당은 톈진시 문물 보호 단위이자 특별 보호 등급의 톈진 역사풍모 건축물로 지정되어 있다.